# White Lodge
White Lodge es una residencia de estilo georgiano, situada en Parque Richmond, en los suburbios localizados al suroeste de Londres. Inicialmente usada como residencia real, actualmente aloja a la «Real Escuela de Ballet», instruyendo estudiantes entre 11 y 16 años. Como parte de un plan de desarrollo a gran escala encabezado por la escuela de ballet, el edificio brinda espacio al White Lodge Museum and Ballet Resource Centre (un museo y centro para la recaudación de fondos), de reciente creación.

## Historia

### sigloXVIII
Fue construida como cabaña de caza para el rey Jorge II de Gran Bretaña, por el arquitecto Roger Morris, al poco tiempo de su acceso al trono en 1727. Su nombre original fue Stone Lodge, después fue nenombrada como New Lodge, para distinguirla de una finca vecina llamada Brown Lodge.
La reina Carolina, esposa de Jorge II, acostumbraba visitar con frecuencia White Lodge. A su muerte en 1737, la residencia paso a manos de Robert Walpole, 1.er barón de Walpole, hijo del primer ministro. A la muerte de Walpole en 1751, pasó a ser posesión de la hija de Carolina, la princesa Amelia. Ella, que también fue guardabosques del Parque Richmond, cerró el acceso público al parque entero, exceptuando a amigos distinguidos y aquellos con permisos especiales, provocando el desprecio de la comunidad. En 1758, una demanda interpuesta en un juzgado por un cervecero local, contra un portero del parque, finalmente consguió revocar la orden de Amelia y el parque fue abierto al público nuevamente.
La princesa Amelia es recordada por añadir dos alas a la casa principal, las cuales permanecen hasta la actualidad. El primer ministro, John Stuart, 3.er conde de Bute, fue el guardabosques a la muerte de Amelia y vivió en la residencia desde 1761, hasta su muerte en 1792. Fue en este tiempo que se menciona por vez primera el nombre de White Lodge, en el diario de lady María Coke. Según su diario, María fue al Parque Richmond en espera de poder observar a «Sus Majestades» (Jorge III y su esposa Carlota), quienes «siempre se quedaban en White Lodge los domingos».
Después de la restauración de la casa debido a su mal estado, a finales del siglo XVIII, Jorge III dio la casa a otro primer ministro, Henry Addington, el 1.er vizconde Sidmouth, quien creó los primeros jardines privados de la residencia en 1805. Aunque el rey (cariñosamente llamado Jorge el agricultor, por su entusiasmo por la agricultura y la jardinería) se nombrara a sí mismo guardabosques, Lord Sidmouth fue nombrado representante del guardabosques. Entre los visitantes más famosos de White Lodge durante este período, estuvieron Horacio Nelson, 1.er vizconde Nelson, en el mes anterior a la batalla de Trafalgar. Él decía haber explicado su plan de batalla a Addington, dibujando líneas sobre la mesa, con un dedo humedecido en vino.

### sigloXIX
Después del fallecimiento del vizconde Sidmouth en 1844, la reina Victoria cedió la casa a su tía, la princesa María, duquesa de Gloucester y Edimburgo (única hija sobreviviente de Jorge III). Después de su muerte en 1857, el príncipe Alberto necesitaba una ubicación aislada para hospedar a su hijo el príncipe de Gales, el futuro Eduardo VII del Reino Unido, durante su educación y se decidió que se alojara en White Lodge. Aunque el príncipe de Gales prefería compañía estimulante para estudiar, Alberto lo mantuvo aislado allí, con solo cinco compañeros, dos los cuales eran sus tutores. Naturalmente, Eduardo consideró muy aburridos los años pasados en White Lodge.
Después de que el príncipe de Gales fuera enviado a Irlanda para continuar su educación, la reina Victoria, desesperada por la pena que le causó la muerte de su madre, la duquesa de Kent, se hospedó en White Lodge con Alberto, en los primeros meses de 1861. Esta fue solo la primera de dos muertes que ocurrirían ese año. El 14 de diciembre, el príncipe Alberto murió de fiebre de tifoidea. La reina quedó devastada y nunca dejó el luto en sus 40 restantes años de vida.

### La familia Teck

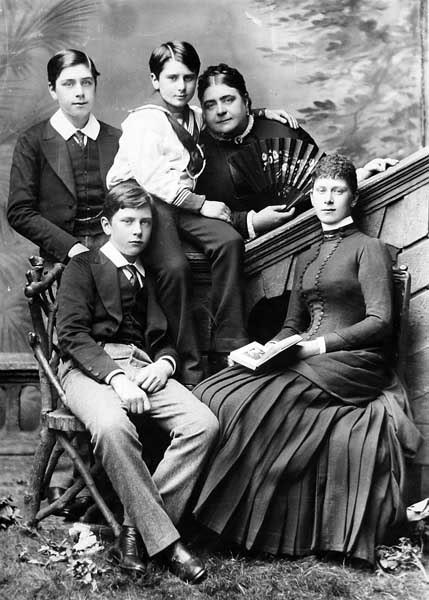
La duquesa de Teck y su familia.

Los siguientes inquilinos de White Lodge, fueron el príncipe Francisco, duque de Teck y su esposa, la princesa María Adelaida de Cambridge, quienes se alojaron en la casa por concesión de la reina Victoria en 1869. María Adelaida, quien fue nieta de Jorge III y por lo tanto prima hermana de Victoria, era famosa por su extravagancia. Sus peticiones para recibir mayores ingresos por medio de la reina, fracasaron; las deudas fueron aumentando y la familia escapó al extranjero, concretamente a Florencia, durante los años 1880, para evitar a sus acreedores. Durante este período White Lodge fue decorado con cuidado por María Adelaida y Francisco, este último gran aficionado a la decoración y la jardinería. La familia ocupó tanto el cuerpo principal como las alas laterales.
En 1891, la anciana reina, ansiosa por encontrar una novia para su nieto el príncipe Alberto Víctor, duque de Clarence, se decidió por la princesa Victoria María, hija de María Adelaida. Alberto Víctor murió unos meses antes del matrimonio en 1892. Victoria María se casó con el hermano de Alberto, el príncipe Jorge, duque de York (el futuro Jorge V del Reino Unido), en 1893.
En 1894, Victoria María duquesa de York, dio a luz a su primer hijo, Eduardo, en White Lodge. La reina Victoria visitó la residencia poco después para conocer al príncipe. Tres años más tarde, murió María Adelaida, seguida en 1900 por Francisco de Teck.

### sigloXX
Después de la muerte de la reina Victoria, la residencia pasó a ser propiedad privada de una señora de apellido Hartman, que fue llevada a la bancarrota en 1909, como consecuencia de los gastos de mantenimiento de la propiedad. La casa volvió a tener usos «reales» en 1923, durante la luna de miel del príncipe Alberto, duque de York, el futuro Jorge VI del Reino Unido y su esposa la duquesa de York. La reina María, que había vivido en White Lodge con su madre, la princesa María Adelaida de Cambridge, insistió en que ellos instalaran su residencia en White Lodge. Sin embargo, debido al enorme número de turistas, carecían por completo de intimidad. La casa tenía además una ubicación inadecuada y un costoso mantenimiento. La pareja desocupó la propiedad poco después.
En 1924 nació aquí el príncipe Alejandro de Yugoslavia, ya que la entonces duquesa de York había invitado a sus padres a pasar unas vacaciones de verano en la residencia. Allí mismo fue bautizado y amadrinado, entre otros, por la infanta Beatriz de España. Fue el último miembro de la realeza en nacer en White Lodge.
De ahí en adelante la casa fue ocupada por diferentes residentes privados, incluyendo a Arthur Lee, el 1.er vizconde Lee de Fareham. El último residente privado fue el coronel James Veitch, que vivió en White Lodge hasta 1954.

## Real Escuela de Ballet
En 1955, se le concedió a la Sadler's Wells Ballet School, el empleo de White Lodge de forma permanente, más tarde les fue concedida una carta real, convirtiéndose en la Royal Ballet School en 1956. Consecuentemente se convirtió en una de las escuelas de ballet clásico más reconocidas del mundo. Recientemente, la escuela formó la White Lodge Redevelopment Appeal, para financiar la remodelación y ampliación del edificio. La mayor parte del trabajo está en curso.
Las mejoras más significativas incluyen la preparación de instalaciones académicas y un estudio de danza, hasta para 125 estudiantes, además del personal. El trabajo asegurará que el edificio cumpla con las regulaciones del gobierno, permitiendo a la escuela permanecer en el edificio en un futuro previsible. El costo total del proyecto es estimado en £ 22 millones, de los cuales el 80 % ya ha sido aportado por benefactores.

## Museo
Como parte de su programa de reconstrucción, la Royal Ballet School trasladó y amplió su museo de ballet clásico, que ahora también contiene una galería y colecciones relacionadas con la historia de White Lodge. Por primera vez el público podrá tener acceso a estas piezas.